# Matteo Busato
Matteo Busato (Castelfranco Veneto, 20 december 1987) is een Italiaans voormalig wielrenner die als beroepsrenner onder meer reed voor Androni Giocattoli-Sidermec.

## Overwinningen
2011
 Italiaans kampioen op de weg, Elite z/c
Eindklassement Ronde van Friuli-Venezia Giulia
2012
Giro del Medio Brenta
2013
GP Capodarco
2014
Eindklassement Kreiz Breizh Elites

## Resultaten in voornaamste wedstrijden
| Jaar | Ronde van Italië | Ronde van Frankrijk | Ronde van Spanje |
| ---- | ---------------- | ------------------- | ---------------- |
| 2015 | 106e             |                     |                  |
| 2016 | 57e              |                     |                  |
| 2017 | 84e              |                     |                  |
| 2018 |                  |                     |                  |
| 2019 |                  |                     |                  |

| Jaar | Milaan-San Remo | Ronde van Lombardije | Brabantse Pijl | Trofeo Laigueglia |
| ---- | --------------- | -------------------- | -------------- | ----------------- |
| 2014 |                 |                      |                | 73e               |
| 2015 |                 | 32e                  | 100e           | opgave            |
| 2016 |                 |                      | 20e            | 8e                |
| 2017 | 60e             |                      |                | 42e               |
| 2018 | 159e            | opgave               |                | Brons             |
| 2019 | 80e             |                      |                | 43e               |
| 2020 |                 |                      |                | 24e               |

## Ploegen
- 2012 –  Team Idea (vanaf 1-8)
- 2014 –  MG Kvis-Wilier
- 2015 –  Southeast[1]
- 2016 –  Wilier Triestina-Southeast[2]
- 2017 –  Wilier Triestina-Selle Italia
- 2018 –  Wilier Triestina-Selle Italia
- 2019 –  Androni Giocattoli-Sidermec
- 2020 –  Vini Zabù-KTM

Barla · Bisolti · Boifava · Busato · Cominelli · De Maria · Dodi · Frapporti · Karimov · Palini · Ratti · Gadda (stagiair) · Spreafico (stagiair)
Andriato · Belletti · Bertazzo · Busato · Carretero · Cecchinel · Conti · Dal Col · Favilli · Fedi · Finetto · Fonzi · Gavazzi · Gil · Mareczko · Monsalve · Petacchi · Ponzi · Tedeschi · Wackermann · Zhupa · Amezqueta (stagiair) · Rodríguez (stagiair)
Amezqueta · Andriato · Belletti · Bertazzo · Busato · Conti · Dal Col · Draperi · Ducournau · Fedi · Fonzi · Gil · Godoy · Mareczko · Martínez · Pozzato · Rodríguez · Sanz · Tedeschi · Trosino · Zhupa · Cañaveral (stagiair) · Errazkin (stagiair) · Raileanu (stagiair)
Amezqueta · Andriato · Belletti · Bertazzo · Busato · Cecchin · Draperi · Ducournau · Fedi · Flórez · Fonzi · Godoy · Kasjavy · Mareczko · Martínez · Mosca · Pozzato · Rodríguez · Trosino · Turrin · Zhupa · Colonna (stagiair) · Marcelli (stagiair) · Raggio (stagiair)
Bertazzo · Bevilacqua · Busato · Coledan · Flórez · Fonzi · Kasjavy · Mareczko · Mosca · Pacioni · Pozzato · Raggio · Rosa · Turrin · Velasco · Zardini · Zhupa
Belletti · Benfatto · Bisolti · Busato · Cardona · Cattaneo · Fedrigo · Flórez · Mar. Frapporti · Mat. Frapporti · Gavazzi · Masnada · Montaguti · Muñoz · Pelucchi · Rivera · Rumac · Spreafico · Vendrame · Viel · Bais (stagiair) · Ravanelli (stagiair) · Venchiarutti (stagiair)